# Джеррі Карзен
Джеррі Карзен (англ. Jerry Karzen; нар.) — колишній американський тенісист.

## Титули ATP Челленджер

### Парний розряд: (1)
| Ранг | Дата     | Турнір       | Покриття | Партнер   | Суперники                  | Рахунок       |
| ---- | -------- | ------------ | -------- | --------- | -------------------------- | ------------- |
| 1.   | Вер 1979 | Шарлотт, США | Ґрунт    | Майк Барр | Джон Бенсон Тоні Джаммалва | 6–3, 4–6, 7–6 |